# Sechster Sachstandsbericht des IPCC

Der Sechste Sachstandsbericht (englisch Sixth Assessment Report, AR6; auch Sechster Weltklimabericht) des Intergovernmental Panel on Climate Change (IPCC) der Vereinten Nationen ist eine systematische Übersichtsarbeit zum Forschungsstand der Klimaforschung. Die seit 1990 regelmäßig erscheinenden Sachstandsberichte des IPCC fassen auf mehreren Tausend Seiten den aktuellen wissenschaftlichen Kenntnisstand zur globalen Erwärmung, ihren Folgen, Klimaschutz und mögliche Anpassungsstrategien an die globale Erwärmung zusammen. Sie werden innerhalb der Wissenschaft als glaubwürdigste und fundierteste Darstellung bezüglich des naturwissenschaftlichen, technischen und sozioökonomischen Forschungsstandes über das Klima und seine Veränderungen sowie über Möglichkeiten des Umgangs damit betrachtet.
Als erster Teil wurde am 9. August 2021 der Bericht der Arbeitsgruppe I vorgestellt, der den aktuellen naturwissenschaftlichen Erkenntnisstand darstellt. Am 28. Februar 2022 folgte der zweite Teil der Arbeitsgruppe II (Folgen, Anpassung und Verwundbarkeiten). Der dritte Teil zur Minderung des Klimawandels erschien am 4. April 2022. Am 20. März 2023 wurde der als Zusammenfassung des gesamten Bewertungszyklus dienende Synthesebericht publiziert.
Verfasst wurde der Bericht von rund 800 Autoren, die über mehrere Jahre mehr als 100.000 Studien auswerteten und in einem mehrstufigen Peer-Review-Verfahren über 300.000 Kommentare von Gutachtern berücksichtigten.
Mit der Wahl von James Skea, Professor für nachhaltige Energie am Londoner Imperial College, zum neuen Vorsitzenden hat „der siebente Sachstandszyklus des Weltklimarates“ begonnen.

## Hintergrund
Zuvor gab es fünf Sachstandberichte des IPCC (1990, 1995, 2001, 2007, 2014). Am 9. April 2018 veröffentlichte der IPCC die Autorenlisten des Kernteams (WGI, WG II, WG III) des Sechsten IPCC-Sachstandsberichts. Im Kernteam der 721 Fachleute aus 90 Ländern befanden sich dabei 39 in Deutschland verortete Hauptautoren und Begutachtungseditoren. Damit wurden etwa ein Drittel der von Deutschland Nominierten ausgewählt. Weltweit wurden knapp 3000 Personen von den Regierungen und Beobachterorganisationen nominiert.
Bei der Auswahl der Experten haben die Vorstände der drei Arbeitsgruppen (IPCC Bureau) neben der fachlichen Expertise auch die ausgewogene Zusammensetzung des Autorenteams in Bezug auf regionale Herkunft, die Beteiligung beider Geschlechter und die Mitarbeit sowohl IPCC-erfahrener als auch neuer Fachleute berücksichtigt.
Insgesamt ist der komplette Bericht mehr als 10.000 Seiten lang. Für das Schreiben des Berichtes wurden von den Autoren mehr als 230.000 im Web of Science aufgeführte Studien gesichtet, die seit Veröffentlichung des Fünften Sachstandsberichtes in den Jahren 2013/14 publiziert wurden.

## Teilberichte

### Arbeitsgruppe I: Die physikalische Basis

Anstieg der globalen Oberflächentemperaturen im Zeitraum 1850 bis 2020 im Vergleich zu 1850–1900

Der Bericht der Arbeitsgruppe I hat einen Umfang von 3949 Seiten und erschien am 9. August 2021. Er wurde von 234 Wissenschaftlern aus 66 Staaten verfasst und zitiert mehr als 14.000 Studien. Die 40-seitige Zusammenfassung für politische Entscheidungsträger (Summary for Policymakers) wurde im Rahmen der 54. IPCC-Session zwischen dem 26. Juli und 6. August 2021 finalisiert und ebenfalls am 9. August 2021 vorgestellt.

#### Kernaussagen
Die Kernaussagen des Berichts sind folgende:
A. Gegenwärtiger Zustand des Klimas
- A.1: „Es ist unbestritten, dass der Mensch die Atmosphäre, die Ozeane und das Land erwärmt hat. Weitreichende und schnelle Veränderungen in der Atmosphäre, den Ozeanen, der Kryosphäre und der Biosphäre sind eingetreten.“
- A.2: „Das Ausmaß der jüngsten Veränderungen im Klimasystem als Ganzes und der gegenwärtige Zustand vieler Aspekte des Klimasystems sind beispiellos über viele Jahrhunderte bis Tausende von Jahren.“
- A.3: „Der vom Menschen verursachte Klimawandel wirkt sich bereits auf viele Wetter- und Klimaextreme in allen Regionen der Erde aus. Belege für beobachtete Veränderungen bei Extremen wie Hitzewellen, Starkniederschlägen, Dürren und tropischen Wirbelstürmen und insbesondere deren seit dem Fünften Bewertungsbericht (AR5) haben sich die Hinweise auf den menschlichen Einfluss verstärkt.“
- A.4: „Verbesserte Kenntnisse über Klimaprozesse, paläoklimatische Belege und die Reaktion des Klimasystems auf einen zunehmenden Strahlungsantrieb führen zu einer besten Schätzung der Gleichgewichts-Klimasensitivität von 3°C, wobei die Spanne im Vergleich zum AR5 kleiner ist.“

B. Mögliche Klimazukünfte
- B.1: „Die globale Oberflächentemperatur wird bei allen betrachteten Emissionsszenarien mindestens bis zur Mitte des Jahrhunderts weiter ansteigen. Die globale Erwärmung von 1,5 °C und 2 °C wird im Laufe des 21. Jahrhunderts überschritten werden, wenn nicht in den kommenden Jahrzehnten die Emissionen von Kohlenstoffdioxid (CO2) und anderen Treibhausgasen stark reduziert werden.“
- B.2: „Viele Veränderungen im Klimasystem werden in direktem Zusammenhang mit der zunehmenden globalen Erwärmung größer. Dazu gehören die Zunahme der Häufigkeit und Intensität von Hitzeextremen, marinen Hitzewellen und Starkniederschlägen, landwirtschaftlichen und ökologischen Dürren in einigen Regionen, und der Anteil intensiver tropischer Wirbelstürme sowie der Rückgang des arktischen Meereises, der Schneedecke und Permafrost.“
- B.3: „Die fortgesetzte globale Erwärmung wird voraussichtlich den globalen Wasserkreislauf weiter verstärken, einschließlich seiner Variabilität, der globalen Monsun-Niederschläge und der Schwere von Regen- und Trockenperioden.“
- B.4: „In Szenarien mit steigenden CO2-Emissionen werden die Kohlenstoffsenken im Meer und an Land weniger wirksam sein, um die Anreicherung von CO2 in der Atmosphäre zu verlangsamen.“
- B.5: „Viele Veränderungen, die auf vergangene und künftige Treibhausgasemissionen zurückzuführen sind, sind für Jahrhunderte bis Jahrtausende unumkehrbar, insbesondere Veränderungen der Ozeane, der Eisschilde und des globalen Meeresspiegels.“

C. Klimainformationen für Risikobewertung und regionale Anpassung
- C.1: „Natürliche Triebkräfte und interne Variabilität werden die vom Menschen verursachten Veränderungen modulieren, insbesondere auf regionaler Ebene und in naher Zukunft, mit geringen Auswirkungen auf die hundertjährige globale Erwärmung. Diese Modulationen sind bei der Planung für das gesamte Spektrum möglicher Veränderungen zu berücksichtigen.“
- C.2: „Bei einer weiteren globalen Erwärmung wird jede Region den Projektionen zufolge zunehmend mit gleichzeitigen und mehrfachen Veränderungen der klimatischen Einflussfaktoren konfrontiert sein. Veränderungen bei mehreren klimatischen Einflussfaktoren wären bei 2 °C im Vergleich zu 1,5 °C globaler Erwärmung weiter verbreitet und bei höheren Erwärmungsgraden noch weiter verbreitet und/oder ausgeprägter.“
- C.3: „Wenig wahrscheinliche Folgen wie der Zusammenbruch von Eisschilden, abrupte Änderungen der Ozeanzirkulation, einige zusammengesetzte Extremereignisse und eine Erwärmung, die deutlich größer ist als die sehr wahrscheinliche Bandbreite der künftigen Erwärmung, können nicht ausgeschlossen werden und sind Teil der Risikobewertung.“

D. Begrenzung des künftigen Klimawandels
- D.1: „Aus physikalisch-wissenschaftlicher Sicht erfordert die Begrenzung der vom Menschen verursachten globalen Erwärmung auf ein bestimmtes Niveau eine Begrenzung der kumulativen CO2-Emissionen, wobei mindestens Netto-Null-CO2-Emissionen erreicht werden müssen, zusammen mit einer starken Verringerung anderer Treibhausgasemissionen. Eine starke, rasche und anhaltende Verringerung der Methan-Emissionen würde auch den Erwärmungseffekt, der sich aufgrund der abnehmenden Aerosolverschmutzung ergibt, begrenzen und die Luftqualität verbessern.“
- D.2: „Szenarien mit niedrigen oder sehr niedrigen Treibhausgasemissionen (SSP1-1.9 und SSP1-2.6) führen im Vergleich zu Szenarien mit hohen und sehr hohen Treibhausgasemissionen (SSP3-7.0 oder SSP5-8.5) innerhalb weniger Jahre zu erkennbaren Auswirkungen auf die Treibhausgas- und Aerosolkonzentrationen und die Luftqualität. Bei diesen gegensätzlichen Szenarien würden sich innerhalb von etwa 20 Jahren erkennbare Unterschiede in den Trends der globalen Oberflächentemperatur von der natürlichen Variabilität abzeichnen, bei vielen anderen klimatischen Einflussfaktoren sogar über längere Zeiträume (hohes Vertrauen).“

#### Weitere Aussagen
Weitere im Report enthaltene Aussagen sind unter anderem:
- Der Report bezeichnet es als „eindeutig“, dass menschliche Aktivitäten Ozeane, Atmosphäre und Landflächen erwärmt haben. Es traten großflächige und rapide Veränderungen in der Atmosphäre, den Ozeanen, der Kryosphäre und der Biosphäre auf. (A.1)
- Zwischen den Zeiträumen von 1850 bis 1900 und 2011 bis 2020 hat die global gemittelte Oberflächentemperatur um 1,09 °C (Unsicherheitsspanne: 0,95 bis 1,20 °C) zugenommen. Jedes der letzten vier Jahrzehnte war wärmer als das vorangegangene. (A.1.2)
- Mit einer Wahrscheinlichkeit von mehr als 66 % liegt der menschliche Beitrag zu dieser Erwärmung der globalen Oberflächentemperatur zwischen 0,8 und 1,3 °C, wobei der beste Schätzwert 1,07 °C beträgt. Ebenfalls mit > 66 % Wahrscheinlichkeit trugen gut durchmischte Treibhausgase zwischen 1,0 und 2,0 °C zu der Erwärmung zwischen den Zeiträumen von 1850 bis 1900 und 2010 bis 2019 bei, während andere menschliche Faktoren wie z. B. Aerosole mit > 66 % Wahrscheinlichkeit zu einer Abkühlung zwischen 0,0 °C und 0,8 °C führten. Der Beitrag von natürlichen Faktoren lag bei −0,1 °C bis +0,1 °C und der Beitrag natürlicher Variabilität bei −0,2 °C bis +0,2 °C. Mit einer Wahrscheinlichkeit von 90 bis 100 % waren gut durchmischte Treibhausgase der Hauptgrund für die Erwärmung der Troposphäre seit 1979, während der von menschlichen Aktivitäten verursachte Ozonabbau in der Stratosphäre mit einer Wahrscheinlichkeit von 95 bis 100 % die Hauptursache für die Abkühlung der Stratosphäre zwischen 1979 und Mitte der 1990er Jahre war. (A.1.3)
- Die zurückliegenden fünf Jahre waren die wärmsten seit 1850.
- Die Rate des Meeresspiegel-Anstiegs hat sich seit 1970 fast verdreifacht.
- Der menschliche Einfluss ist „sehr wahrscheinlich“ (mit mehr als 90 %) der Hauptantrieb für den Rückzug der Gletscher seit den 1990er Jahren sowie für den Rückgang des arktischen Meereises.
- Gemittelt über die nächsten 20 Jahre ist zu erwarten, dass die global gemittelte Oberflächentemperatur im Vergleich zum Zeitraum von 1850 bis 1900 um mehr als die Marke von 1,5 °C ansteigen wird, die Teil des Pariser Übereinkommens war.

### Arbeitsgruppe II: Folgen, Anpassung und Verwundbarkeiten
Der Bericht der Arbeitsgruppe II wurde nach Abschluss der finalen Begutachtung (14.–18. Februar 2022) am 28. Februar 2022 publiziert. Erstellt wurde der insgesamt 3.675 Seiten lange Teilbericht von 270 Wissenschaftlern aus 67 Staaten, die dabei den Forschungsstand aus mehr als 34.000 wissenschaftlichen Publikationen auswerteten. Er hält unter anderem fest:

„Die Summe der wissenschaftlichen Belege ist eindeutig: Der Klimawandel ist eine Bedrohung für das menschliche Wohlergehen und die Gesundheit des Planeten. Jede weitere Verzögerung von konzertierten vorausschauenden globalen Maßnahmen zur Anpassung und Minderung wird ein enges und sich schnell schließendes Zeitfenster verpassen, eine lebenswerte und nachhaltige Zukunft für alle zu sichern […].“

#### Kernaussagen
Der Bericht der Arbeitsgruppe II trifft folgende Kernaussagen:
B Beobachtete und prognostizierte Auswirkungen und Risiken
- B.1: Der menschengemachte Klimawandel einschließlich der häufiger und intensiver werdenden Extremwetterereignisse hat weit verbreitete negative Folgen und Verluste für die Natur wie auch den Menschen verursacht, die über natürliche Klimavariabilität hinausgehen. Durch einige Entwicklungs- und Anpassungsmaßnahmen daran wurde die Anfälligkeit dafür verringert. Überproportional stark betroffen sind die am meisten gefährdeten Menschen und Systeme. Da menschliche und natürliche Systeme über die Grenzen ihrer Anpassungsfähigkeit hinaus belastet wurden, hat der Anstieg von Wetter- und Klimaextremen bereits einige irreversible Folgen bewirkt.
- B.2: Die Anfälligkeit von Ökosystemen und Menschen gegenüber dem Klimawandel unterscheidet sich sowohl von Region zu Region als auch innerhalb der einzelnen Regionen erheblich. Etwa 3,3 bis 3,6 Milliarden Menschen leben unter besonders klimawandelanfälligen Bedingungen. Ein großer Teil aller Spezies ist anfällig für den Klimawandel. Die Anfälligkeit des Menschen und von Ökosystemen sind wechselseitig verbunden. Die gegenwärtig vorangetriebenen nicht nachhaltigen Entwicklungsmuster setzen sowohl Ökosysteme als auch den Menschen zunehmend den Gefahren des Klimawandels aus.
- B.3: Die globale Erwärmung, die bereits in naher Zukunft 1,5 °C erreicht, würde zu einem unvermeidbaren Anstieg mehrerer Klimagefahren führen und eine Vielzahl von Risiken für Ökosysteme und Menschen bewirken. Wie hoch das Risiko dafür ausfällt, hängt davon ab, welche kurzfristigen Trends bei Anfälligkeit, Exposition, sozioökonomischen Faktoren und der Anpassung an den Klimawandel eingeschlagen werden. Kurzfristig eingeschlagene Klimaschutzpfade, die die globale Erwärmung auf etwa 1,5 °C begrenzen, würden die prognostizierten klimawandelbedingten Verluste und Schäden im Vergleich zu einer größeren Erwärmung erheblich reduzieren, jedoch nicht vollständig beseitigen.
- B.4: Nach 2040 und abhängig davon, wie stark die globale Erwärmung ausfällt, wird der Klimawandel zu einer Vielzahl von Risiken für natürliche und menschliche Systeme führen. Bei 127 identifizierten Schlüsselrisiken sind die geschätzten mittel- und langfristigen Folgen um ein Vielfaches höher als derzeit der Fall. Das Ausmaß und die Geschwindigkeit des Klimawandels und der damit einhergehenden Risiken hängen stark davon ab, wie kurzfristig Klimaschutz und Anpassungsmaßnahmen durchgeführt werden. Die prognostizierten negativen Folgen des Klimawandels und die damit einhergehenden Verluste und Schäden nehmen mit jedem weiteren Temperaturanstieg weiter zu.
- B.5: Auswirkungen und Risiken des Klimawandels werden sowohl immer komplexer als auch schwieriger zu bewältigen. Verschiedene Klimagefahren werden gleichzeitig auftreten und mit nicht-klimawandelbedingten Risiken interagieren, wodurch das Gesamtrisiko steigt und Risikokaskaden in verschiedenen Sektoren und Regionen auftreten werden. Einige Reaktionen auf den Klimawandel werden zu neuen Auswirkungen und Risiken führen.
- B.6: Falls die globale Erwärmung über 1,5 °C hinausgeht, auch vorübergehend in Form eines Overshoots, dann werden eine Vielzahl menschlicher wie auch natürlicher Systeme zusätzlichen schwerwiegenden Risiken ausgesetzt sein, verglichen mit einer Stabilisierung der Erwärmung unter 1,5 °C. Abhängig davon, wie groß die Temperaturüberschreitung ausfällt oder wie lange sie andauert, werden manche Klimawandelfolgen eine zusätzliche Freisetzung von Treibhausgasen bewirken. Wieder andere Folgen werden unumkehrbar sein, selbst gesetzt den Fall, dass die Erwärmung später wieder verringert wird.

C Aktuelle Anpassung und ihr Nutzen
- C.1: In allen Sektoren und Regionen wurden Fortschritte sowohl bei der Planung als auch der Umsetzung von Anpassungsmaßnahmen gegen den Klimawandel beobachtet, die vielfältigen Nutzen bringen. Die Fortschritte bei der Anpassung sind allerdings ungleichmäßig verteilt, es wurden auch Lücken erkannt. Viele Initiativen räumen der unmittelbaren und kurzfristigen Verringerung des Klimarisikos Vorrang ein. Dadurch aber sinken die Möglichkeiten für eine transformative Anpassung.
- C.2: Es existieren sowohl umsetzbare als auch wirksame Anpassungsoptionen, die das Potential haben, die Risiken für Mensch und Natur zu verringern. Welche Anpassungsoptionen kurzfristig umsetzbar sind, unterscheidet sich in einzelnen Sektoren und Regionen. Die Wirksamkeit der Anpassung, um damit die vom Klimawandel ausgehende Risiken zu minimieren, ist für bestimmte Kontexte, Sektoren und Regionen dokumentiert, wird aber mit zunehmender Erwärmung abnehmen. Integrierte, sektorübergreifende Lösungen, die auch sozialen Ungleichheiten mit berücksichtigen und auf die jeweilige Situation zugeschnitten sind, erhöhen die Umsetzbarkeit und Wirksamkeit der Anpassung in verschiedenen Sektoren.
- C.3: Es wurden bereits weiche Grenzen für einige menschliche Anpassungen erreicht. Diese können aber überwunden werden, indem bestimmte Zwänge insbesondere finanzieller, ordnungspolitischer, institutioneller und politischer Art angegangen werden. In manchen Ökosystemen wurden dagegen bereits harte Grenzen der Anpassung erreicht. Mit zunehmender globaler Erwärmung werden Verluste und Schäden ansteigen und weitere menschliche und natürliche Systeme werden die Grenzen der Anpassungsfähigkeit erreichen.
- C.4: Seit dem Erscheinen des Fünften Sachstandsberichtes des IPCCs wurden in vielen Sektoren und Regionen vermehrt Hinweise auf Fehlanpassungen entdeckt. Solche Fehlanpassungen an den Klimawandel können Lock-in-Effekte bei Anfälligkeit, Exposition und Risiken schaffen, die nur schwer und mit hohen Kosten zu ändern sind und zusätzlich bestehende Ungleichheiten verschärfen. Vermieden werden können solche Fehlanpassungen durch flexible, sektorübergreifende, integrative und langfristige Planung und Umsetzung von Anpassungsmaßnahmen, wodurch sich in vielen Sektoren und Systemen weitere Vorteile ergeben.
- C.5: Entscheidend für die Umsetzung, Beschleunigung und Nachhaltigkeit von Anpassungsmaßnahmen sind günstige Bedingungen. Hierzu zählen politisches Engagement und Durchsetzungsvermögen, geeignete institutionelle Rahmenbedingungen, Politiken und Instrumente mit klaren Zielen und Prioritäten, verbesserte Kenntnisse über Auswirkungen und Lösungen, Mobilisierung von und Zugang zu angemessenen finanziellen Ressourcen sowie Überwachung und Evaluierung und integrative Governance-Prozesse.

D Klimaresiliente Entwicklung
- D.1: Eine Vielzahl von Belegketten inklusive beobachteter Folgen und die Grenzen der Anpassungen zeigt, dass eine klimaresiliente Entwicklung dringender notwendig ist als noch im Fünften Sachstandsbericht festgehalten. Zielführende Maßnahmen sind in der Lage, Synergien zu nutzen und Zielkonflikte zwischen Anpassung und Klimaschutz zu verringern, um ebenso eine nachhaltige Entwicklung voranzutreiben.
- D.2: Eine klimaresiliente Entwicklung wird durch eine integrative Zusammenarbeit von Regierungen, Zivilgesellschaft und Privatsektor ermöglicht, bei der Risikominderung, Gleichberechtigung und Gerechtigkeit Vorrang haben, und wenn Entscheidungsprozesse, Finanzierung und Maßnahmen über Regierungsebenen, Sektoren und Zeitrahmen hinweg integriert werden. Erleichtert wird eine klimaresiliente Entwicklung durch internationale Zusammenarbeit und Zusammenarbeit von staatlichen Akteuren, Zivilgesellschaft, Bildungseinrichtungen, wissenschaftlichen und anderen Institutionen, Medien, Investoren und Unternehmen, ebenso durch den Aufbau von Partnerschaften mit marginalisierten Gruppen wie Frauen, Jugendlichen, indigenen Völkern, lokalen Gemeinschaften und ethnischen Minderheiten. Besonders effektiv sind diese Partnerschaften, wenn Unterstützung durch die politische Führung, Institutionen, Ressourcen, Finanzen usw. vorliegt.
- D.3: Städte und Siedlungen können durch Wechselwirkungen von ihrer Gestalt, Exposition und Anfälligkeit klimawandelbedingte Verluste und Schäden erleiden, die Urbanisierung bietet jedoch auch eine entscheidende Chance für das Voranbringen einer klimaresilienten Entwicklung. Durch integrierte, integrative Planung und Investitionen kann die Anpassungsfähigkeit von Städten und ländlichen Siedlungen erheblich gesteigert werden. Gerechte Ergebnisse helfen dabei, vielfältige Vorteilen für Gesundheit, Wohlbefinden und Ökosystemleistungen zu erreichen. Eine klimaresiliente Entwicklung in städtischen Räumen hilft ebenso dabei, die Anpassungsfähigkeit in ländlicheren Gebieten durch die Aufrechterhaltung von Versorgungsketten, Waren, Dienstleistungen und Finanzströmen zu steigern. Eine besonders wichtige Rolle kommt Küstenstädten und -siedlungen zu.
- D.4: Angesichts ihrer Bedrohung durch den Klimawandel und ihrer Rolle für Klimaschutz und Anpassung kommt dem Schutz der biologischen Vielfalt und der Ökosysteme eine fundamentale Bedeutung für eine klimaresistente Entwicklung zu. Verschiedene Untersuchungen, die sich auf eine Vielzahl von Belegketten stützen, deuten darauf hin, dass etwa 30 bis 50 % der Land-, Süßwasser und Meeresflächen effektiv und gerecht geschützt werden müssen, um global die Erhaltung der Widerstandsfähigkeit der biologischen Vielfalt und der Ökosystemleistungen erhalten zu können.
- D.5: Es steht zweifelsfrei fest, dass der Klimawandel bereits menschliche und natürliche Systeme gestört hat. Entwicklungstrends sowohl der Vergangenheit als auch der Gegenwart haben die globale klimaresiliente Entwicklung nicht gefördert. Die im nächsten Jahrzehnt umgesetzten gesellschaftliche Entscheidungen und Maßnahmen bestimmen, wie sehr mittel- und langfristige Entwicklungspfade zu einer höheren oder niedrigeren klimaresilienten Entwicklung führen werden. Von besonderer Bedeutung ist, dass die Aussichten auf eine klimaresiliente Entwicklung zunehmend begrenzt sind, wenn die derzeitigen Treibhausgasemissionen nicht rasch zurückgehen, insbesondere wenn die globale Erwärmung in naher Zukunft 1,5 °C übersteigt. Eingeschränkt werden die Aussichten durch die bisherige Entwicklung, die Emissionen und den Klimawandel, ermöglicht hingegen durch integrative Regierungsführung, menschliche und technologische Ressourcen, Informationen, Kapazitäten und Finanzen.

### Arbeitsgruppe III: Bewältigung des Klimawandels

Potentiale und Kosten verschiedener Klimaschutzoptionen bis zum Jahr 2030

Der Bericht der Arbeitsgruppe III wurde am 4. April 2022 nach Abschluss der finalen Begutachtung (21. März bis 3. April 2022) publiziert. Geschrieben wurde der Teilbericht von 278 Wissenschaftlern aus 65 Ländern, die für die Zusammenfassung mehr als 18.000 Forschungsarbeiten ausgewertet und zitiert haben.
UN-Generalsekretär António Guterres schlussfolgerte aus dem Bericht:

“Climate activists are sometimes depicted as dangerous radicals. But, the truly dangerous radicals are the countries that are increasing the production of fossil fuels.”

„Klimaaktivisten werden manchmal als gefährliche Radikale dargestellt. Aber die wirklich gefährlichen Radikalen sind die Länder, die die Produktion von fossiler Energie erhöhen.“

#### Kernaussagen
Der Bericht der Arbeitsgruppe III trifft folgende Kernaussagen:
B Kürzliche Entwicklungen und aktuelle Trends
- B.1: Die totalen Treibhausgasemissionen waren zwischen 2010 und 2019 so hoch wie in keiner anderen Dekade zuvor, jedoch ist die Steigerungsrate geringer als in der vorhergehenden Dekade.
- B.2: Die Netto-Treibhausgas-Emissionen haben sich seit 2010 in allen wichtigen globalen Sektoren erhöht.
- B.3: Regionale Beiträge zu den globalen Treibhausgas-Emissionen haben weiterhin eine große Varianz.
- B.4: Die Kosten für viele Niedrig-Emissions-Technologien sind seit 2010 kontinuierlich gefallen.
- B.5: Es hat eine kontinuierliche Ausweitung von Maßnahmen und Gesetze um die Mitigation seit dem 5. Sachstandsbericht gegeben. Dies hat zu einer Reduzierung der Treibhausgas-Emissionen geführt.
- B.6: Globale Emissionen, die im Rahmen der vor COP26 bekanntgegebenen NDCs geplant sind, machen es wahrscheinlich, dass die globale Erwärmung im 21. Jahrhundert 1,5 °C überschreitet. Eine Limitierung der Erwärmung unter 2 °C würde eine starke Beschleunigung der Mitigations-Bemühungen nach 2030 erfordern. Maßnahmen die bis zum Ende des Jahres 2020 getroffen wurden sorgen dafür, dass die globalen Treibhausgas-Emissionen höher sein werden als sie nach den NDCs seien sollten.
- B.7: Die projizierten zukünftigen CO2-Emissionen über den Zeitraum der existierenden und geplanten Infrastruktur der fossilen Brennstoffe werden ohne Verringerung die maximalen totalen kumulativen CO2-Emissionen die notwendig sind um die globale Erwärmung unter 1,5 °C ohne Überschuss zu halten überschreiten.

C Systemtransformationen zur Limitierung der globalen Erwärmung
- C.1: Die globalen Treibhausgasemissionen in Wegen, die die globale Erwärmung auf 1,5 °C mit oder ohne Überschuss oder 2 °C begrenzen, projizieren ein Maximum der Treibhausgasemissionen zwischen 2020 und spätestens 2025 und nehmen sofortige Maßnahmen an.
- C.2: Globale Net-Zero CO2-Emissionen werden in Wegen, die die globale Erwärmung auf 1,5 °C mit oder ohne Überschuss erreichen, in den frühen 2050er-Jahren modelliert und bei einer globale Erwärmung von unter 2 °C in den frühen 2070er Jahren.
- C.3: Alle modellierten Wege, die die globale Erwärmung auf 1,5 °C mit oder ohne Überschuss oder 2 °C begrenzen, setzen eine schnelle und in den meisten Fällen sofortige Treibhausgasemissionen-Reduktion in allen Sektoren voraus.
- C.4: Eine Reduzierung der Treibhausgasemissionen im Bereich des Energie-Sektors benötigt große Transformationen, die eine substantielle Reduktion in der allgemeinen Nutzung von fossilen Brennstoffen, das Einsetzen von Niedrig-Emissions Energiequellen, den Wechsel zu alternativen Energieträgern, Energieeffizienz und -konversion benötigen.
- C.5: Net-Zero CO2-Emissionen im Industrie-Sektor sind eine Herausforderung, jedoch machbar.
- C.6: Urbane Regionen können Möglichkeiten für Wege zu Net-Zero schaffen, indem sie Rohstoffe effizient einsetzen und signifikant die Treibhausgasemissionen durch eine systematische Transformation der Infrastruktur und die urbane Form durch Niedrig-Emissions-Entwicklungen reduzieren.
- C.7: In modellierten globalen Szenarien werden nachgerüstete existierende Gebäude und Gebäude, die erst noch gebaut werden, projiziert, bis 2050 Net-zero erreicht zu haben.
- C.8: Im Transportsektor können Optionen durch die Nachfrageseite und Niedrig-Emissions-Technologien in den Industriestaaten die Emissionen reduzieren und in den Entwicklungsländern den Anstieg begrenzen.
- C.9: Im Agrar-Bereich können Mitigations-Optionen eine großskalige Reduktion der Treibhausgasemissionen erzielen und auch die Entfernung derselben erhöhen, die jedoch keine Kompensation für verspätete Maßnahmen in anderen Sektoren sind.
- C.10: Mitigation durch die Nachfrageseite beinhaltet Änderung der Nutzung von Infrastruktur, Adaption als Endnutzung von Technologie, sowie Sozio-Kulturelle und Verhaltensänderung.
- C.11: Um Net-Zero und Treibhausgas-Reduzierungen zu ermöglichen, ist eine Entfernung von Kohlenstoff aus dem Klimasystem notwendig, um schwer einzudämmende Residual-Emissionen auszugleichen.
- C.12: Mitigations-Optionen, die weniger als 100 USD pro Tonne CO2-eq oder weniger kosten, können die Emissionen bis 2030 im Vergleich zu 2019 halbieren.

D Verbindungen zwischen Mitigation, Adaption und Nachhaltige Entwicklung
- D.1: Beschleunigte und gerechte Klimamaßnahmen im Bereich der Mitigation und Adaption zu Folgen des Klimawandels sind notwendig für eine nachhaltige Entwicklung.
- D.2: Es gibt eine starke Verbindung zwischen nachhaltiger Entwicklung, Anfälligkeit und Klimarisiken.
- D.3: Eine erweiterte Mitigation und ausgeweitete Maßnahmen, um die Wege zur Nachhaltigkeit zu verändern, werden Konsequenzen für die Verteilung innerhalb und zwischen Staaten haben.

E Stärkung der Antwort
- E.1: Es gibt Mitigations-Optionen, die großskalig in naher Zukunft durchführbar sind.
- E.2: In allen Ländern können Mitigations-Bemühungen, die in einen weiteren Entwicklungs-Kontext eingebunden sind, die Geschwindigkeit, Tiefe und Breite der Emissions-Reduzierungen erhöhen.
- E.3: Die Lenkung des Klimawandels durch Gesetze, Strategien und Institutionen basierend auf nationalen Umständen unterstützen Mitigation, indem sie einen Rahmen schaffen durch den diverse Akteure interagieren und eine Basis für die Entwicklung von Maßnahmen und deren Implementation schaffen.
- E.4: Viele Regulationen und Wirtschaftsinstrumente sind bis jetzt schon erfolgreich angewendet worden.
- E.5: Bekannte Finanzflüsse haben derzeit nicht das Level, die Mitigationsziele in allen Sektoren und Regionen zu gewährleisten.
- E.6: Internationale Kollaboration ist ein wichtiger Faktor, um ambitionierte Klimawandel-Mitigations-Ziele zu erreichen.

## Synthesebericht
Als Synthesebericht wird der Abschlussbericht des sechsten Bewertungszyklus des IPCC, der nach Publikation des Fünften Sachstandsberichts in den Jahren 2013/14 begann, bezeichnet. Er wurde der Öffentlichkeit am 20. März 2023 in Interlaken vorgestellt. In den Berichtszeitraum fallen mehrere Sonderberichte wie der Sonderbericht 1,5 °C globale Erwärmung (2018), der Sonderbericht über Klimawandel und Landsysteme (2019) sowie der Sonderbericht über die Ozeane und die Kryosphäre in einem sich wandelnden Klima (2019). Diese wurden in den Jahren 2021 und 2022 im Rahmen des Sechsten Sachstandsberichts publiziert. Im Abschlussbericht wurde insbesondere die Dringlichkeit von Klimaschutzmaßnahmen hervorgehoben und gewarnt, dass die Folgen der globalen Erwärmung schneller und stärker eintreten würden als erwartet. Um das Zwei-Grad-Ziel noch zu erreichen, müsse jetzt schneller und umfassender gehandelt werden als bisher. Für das 1,5-Grad-Ziel wären entsprechend einschneidendere Maßnahmen erforderlich.

### Leak und Lobbyismus
Im Frühjahr 2023 leakte Scientist Rebellion Teile des Syntheseberichts mit Verweis auf die gebotene Dringlichkeit, wodurch unter anderem die Abschwächung von Formulierungen auf Initiative nationaler Regierungen und Interessengruppen nachvollziehbar wurden. Demnach hätten sich unter anderem Argentinien und Brasilien dafür eingesetzt, die Empfehlung einer pflanzenbasierten Ernährung durch eine nahrungsmittelneutrale Formulierung zu ersetzen.

### Arbeitsgruppe I
- Climate Change 2021. The Physical Science Basis. Summary for Policymakers. Website des IPCC.
- Headline Statements from the Summary for Policymakers (WG I). Internetseite des IPCC.

### Arbeitsgruppe II
- Climate Change 2022: Impacts, Adaptation and Vulnerability. Summary for Policymakers. Website des IPCC
- Headline Statements from the Summary for Policymakers (WG II) Internetseite des IPCC.

### Arbeitsgruppe III
- Climate Change 2022: Mitigation of Climate Change. Summary for Policymakers. Website des IPCC
- Headline Statements from the Summary for Policymakers (WG III) Internetseite des IPCC.

### Synthesebericht
- Synthesis Report of the IPCC Sixth Assessment Report (AR6). Summary for Policymakers Website des IPCC.
- Headline Statements AR6 Synthesis Report Internetseite des IPCC.